# Camille Alfred Pabst
Pour les articles homonymes, voir Pabst.

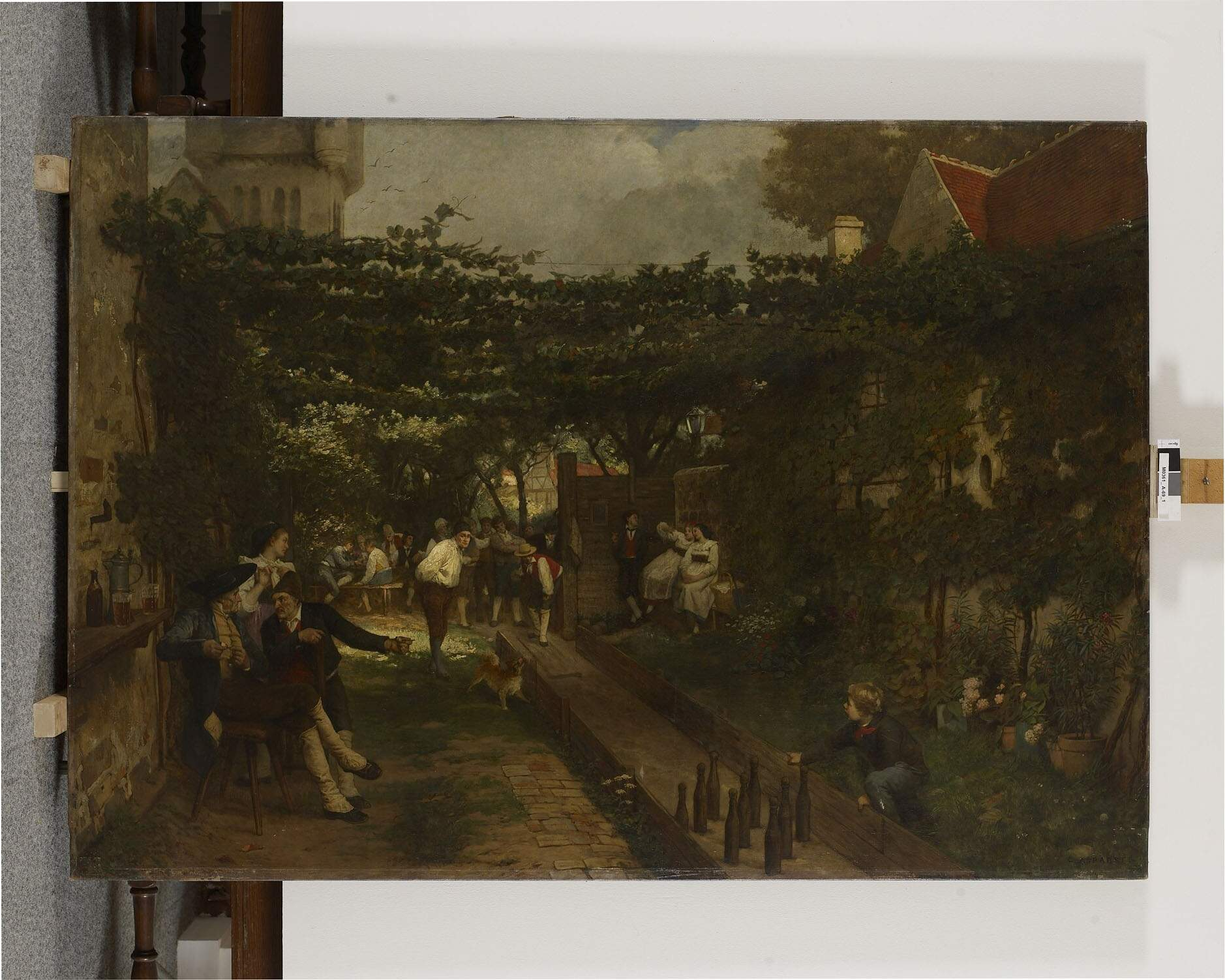
Joueurs de quilles, 1876, musée d'Art et d'Histoire de Belfort

Camille Alfred Pabst, né à Heiteren (Haut-Rhin) le 18 juin 1828 et mort le 30 septembre 1898 dans le 17e arrondissement de Paris, est un artiste-peintre français.

## Biographie
Après des études de droit à Strasbourg, il est d'abord avocat à Colmar, puis abandonne le barreau pour se consacrer à la peinture. Il se forme auprès de Pierre-Charles Comte à Paris et débute au Salon de 1865.
Considéré comme un « peintre du folklore alsacien », Pabst met en scène sa région natale, mais produit aussi des scènes historiques, des scènes de vie et des portraits.
Il est inhumé au Colombarium du cimetière du Père-Lachaise à Paris.

## Collections publiques

### Peintures

Œuvres de Camille Alfred Pabst
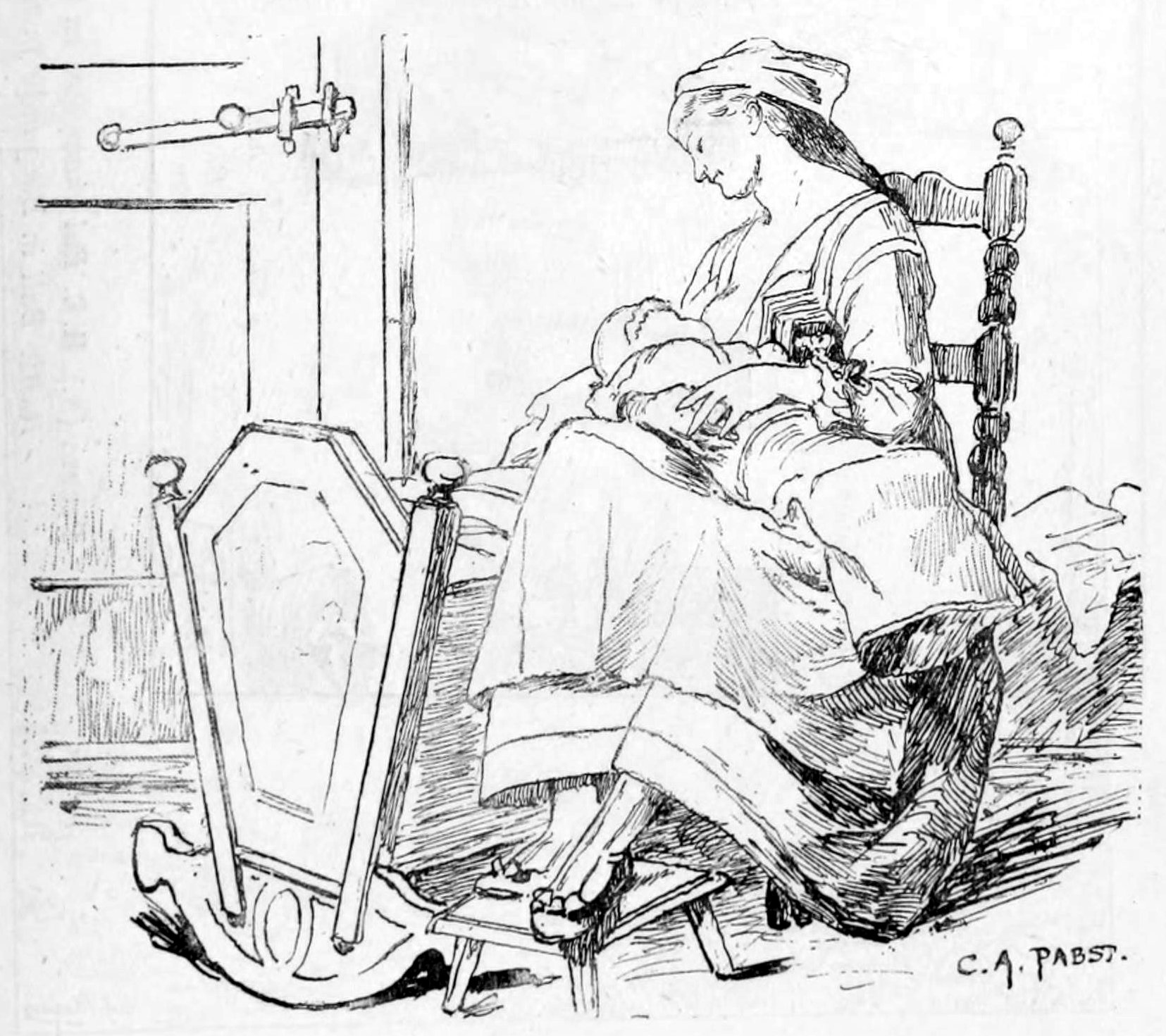
Jeune mère alsacienne (Salon de 1883)
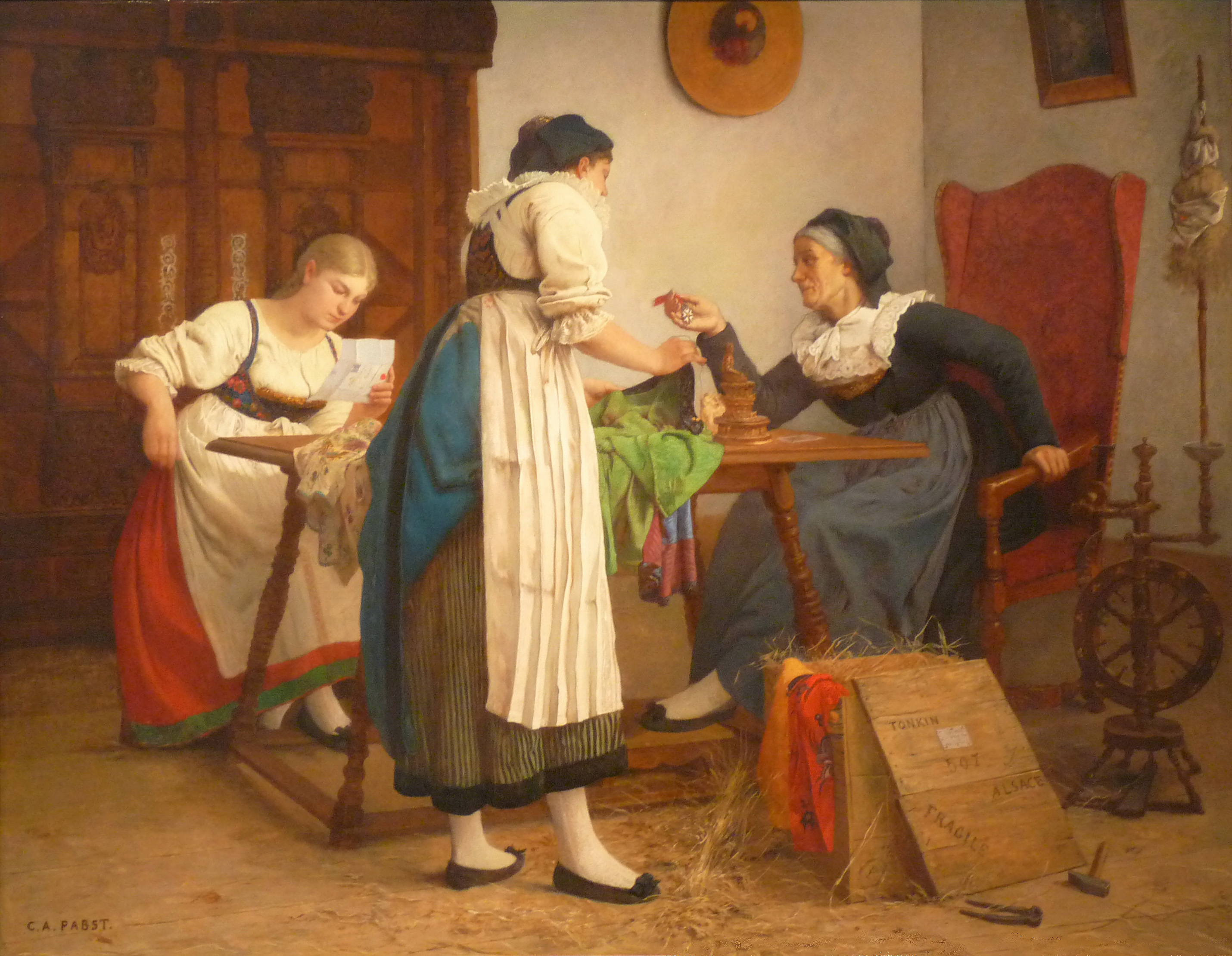
L'envoi du Tonkin, 1885[8], musée des beaux-arts de Mulhouse
- Joueurs de quilles, 1876, musée d'Art et d'Histoire de Belfort
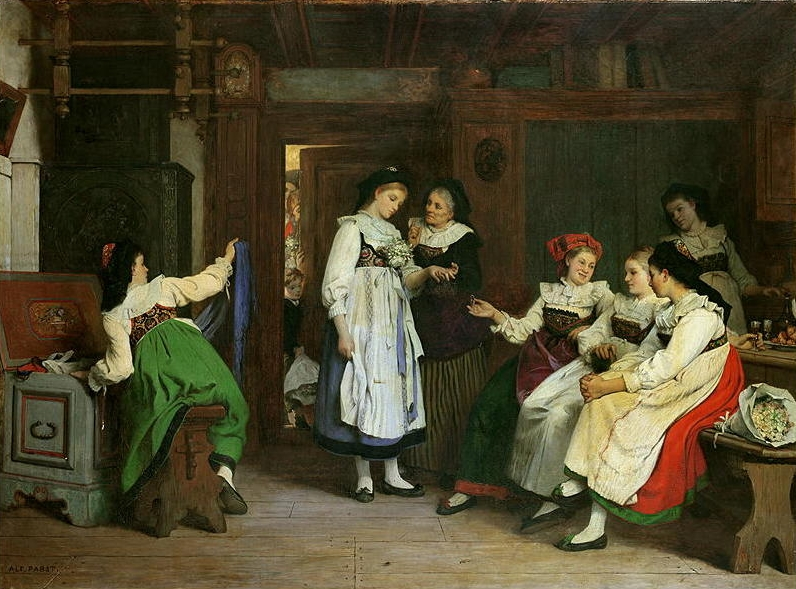
Une noce en Basse-Alsace, musée Unterlinden, Colmar